# Thalassa (band)
Thalassa (Grieks: Θάλασσα) was een Griekse band.

## Biografie
Thalassa werd speciaal voor de Griekse preselectie voor het Eurovisiesongfestival 1998 opgericht, en bestond uit Dionyssia Karoki en Yiannis Valvis. Na acht weken van voorrondes stond Thalassa uiteindelijk in de finale. Er werd voor het eerst met televoting gewerkt. Thalassa haalde het uiteindelijk met 19.477 stemmen, amper 56 meer dan de nummer twee, Iro Lehouriti.
Op het Eurovisiesongfestival, dat gehouden werd in de Britse stad Birmingham, verliep het Thalassa minder goed. Na conflicten met de regie werd Yiannis Valvis zelfs verboden op het podium te staan tijdens het festival; hij werd buiten de zaal gehouden uit angst dat hij de show zou verstoren. Uiteindelijk eindigde Griekenland op de twintigste plaats, met twaalf punten. Opvallend: alle twaalf punten waren afkomstig uit Cyprus. Door dit slechte resultaat moest Griekenland in 1999 verplicht wegblijven van het Eurovisiesongfestival.
Na dit teleurstellende resultaat gingen beide artiesten elk hun eigen weg. Karoki werd achtergrondzangeres bij verschillende artiesten en gaf ook muziekles. Valvis ging aan de slag als geluidstechnicus bij een radiostation.
1974: Marinella · 
1976: Mariza Koch · 
1977: Pascalis, Marianna, Robert & Bessy · 
1978: Tania Tsanaklidou · 
1979: Elpida · 
1980: Anna Vissi & Epikouri · 
1981: Yiannis Dimitras · 
1983: Kristi Stassinopoulou · 
1985: Takis Biniaris · 
1987: Bang · 
1988: Afroditi Frida · 
1989: Mariana Efstratiou · 
1990: Christos Callow & Wave · 
1991: Sophia Vossou · 
1992: Cleopatra · 
1993: Katerina Garbi · 
1994: Kostas Bigalis & The Sea Lovers · 
1995: Elina Konstantopoulou · 
1996: Mariana Efstratiou · 
1997: Marianna Zorba · 
1998: Thalassa · 
2001: Antique · 
2002: Michalis Rakintzis · 
2003: Mando · 
2004: Sakis Rouvas · 
2005: Elena Paparizou · 
2006: Anna Vissi · 
2007: Sarbel · 
2008: Kalomira · 
2009: Sakis Rouvas · 
2010: Giorgos Alkaios & Friends · 
2011: Loukas Giorkas feat. Stereo Mike · 
2012: Eleftheria Eleftheriou · 
2013: Koza Mostra feat. Agathonas Iakovidis · 
2014: Freaky Fortune feat. RiskyKidd · 
2015: Maria Elena Kiriakou · 
2016: Argo · 
2017: Demy · 
2018: Gianna Terzi · 
2019: Katerine Duska · 
2021: Stefania · 
2022: Amanda Tenfjord · 
2023: Victor Vernicos · 
2024: Marina Satti · 
2025: Klavdia